# Omen (Disclosure)
Omen è un brano musicale dei Disclosure, eseguito con la collaborazione del cantante britannico Sam Smith e pubblicato per il download digitale dal 27 luglio 2015. Il brano è stato reso disponibile come secondo singolo estratto dall'album Caracal, nei negozi di dischi dal 25 settembre 2015. È il secondo brano che vede la partecipazione del duo con Sam Smith dopo Latch del 2012.
È stato utilizzato come colonna sonora nel videogioco FIFA 16.
Il video ufficiale è stato pubblicato il 27 luglio 2015 sul canale VEVO DI YouTube del gruppo, dalla durata di 3 minuti e 59 secondi.

## Tracce
Download digitale
1. Omen (featuring Sam Smith) – 3:50

Remix
1. Omen (Claptone Remix) – 6:10
2. Omen (Jonas Rathsman Remix) – 8:32
3. Omen (Claude VonStroke Remix) – 7:03
4. Omen (Motez Remix) – 4:43
5. Omen (Klyne Remix) – 3:25

## Classifiche
| Classifica (2015) | Posizione massima |
| ----------------- | ----------------- |
| Australia         | 29                |
| Austria           | 74                |
| Belgio (Fiandre)  | 2                 |
| Belgio (Vallonia) | 2                 |
| Canada            | 43                |
| Danimarca         | 27                |
| Finlandia         | 26                |
| Francia           | 66                |
| Germania          | 74                |
| Giappone          | 89                |
| Irlanda           | 29                |
| Nuova Zelanda     | 27                |
| Paesi Bassi       | 27                |
| Regno Unito       | 13                |
| Repubblica Ceca   | 34                |
| Slovacchia        | 28                |
| Stati Uniti       | 64                |
| Svezia            | 56                |
| Svizzera          | 50                |
| Ungheria          | 36                |